# Ramiro Ruiz Medrano
Ramiro Felipe Ruiz Medrano (Renedo de Esgueva, Valladolid, España, 3 de junio de 1958) es un político español, presidente del Partido Popular de Valladolid. Con anterioridad, fue delegado del Gobierno en Castilla y León, vicepresidente primero de las Cortes de Castilla y León (durante el breve periodo entre las elecciones a las Cortes de Castilla y León de 2011 y su nombramiento como delegado) y presidente de la Diputación de Valladolid entre 1993 y 2011.

## Biografía
Licenciado en Filosofía y Letras, comenzó su carrera política como concejal y posterior alcalde de su localidad natal, Renedo de Esgueva, siendo elegido presidente de la Diputación de Valladolid en 1993 tras una moción de censura. Simultáneamente a este cargo, saltó a la política nacional al ser elegido diputado por Valladolid, en la IV Legislatura, y como senador, por la misma provincia, durante la V Legislatura. En 2009 asumió la presidencia del Partido Popular de Valladolid sucediendo así a Tomás Villanueva, y en 2011 resultó elegido como procurador en las Cortes de Castilla y León de las que fue elegido vicepresidente primero. Ocupó dicho cargo hasta enero de 2012, cuando fue nombrado Delegado del Gobierno en Castilla y León.
Entre febrero y marzo de 2019 fue presidente en funciones de las Cortes de Castilla y León, tras la dimisión de Silvia Clemente.